# Atari XE

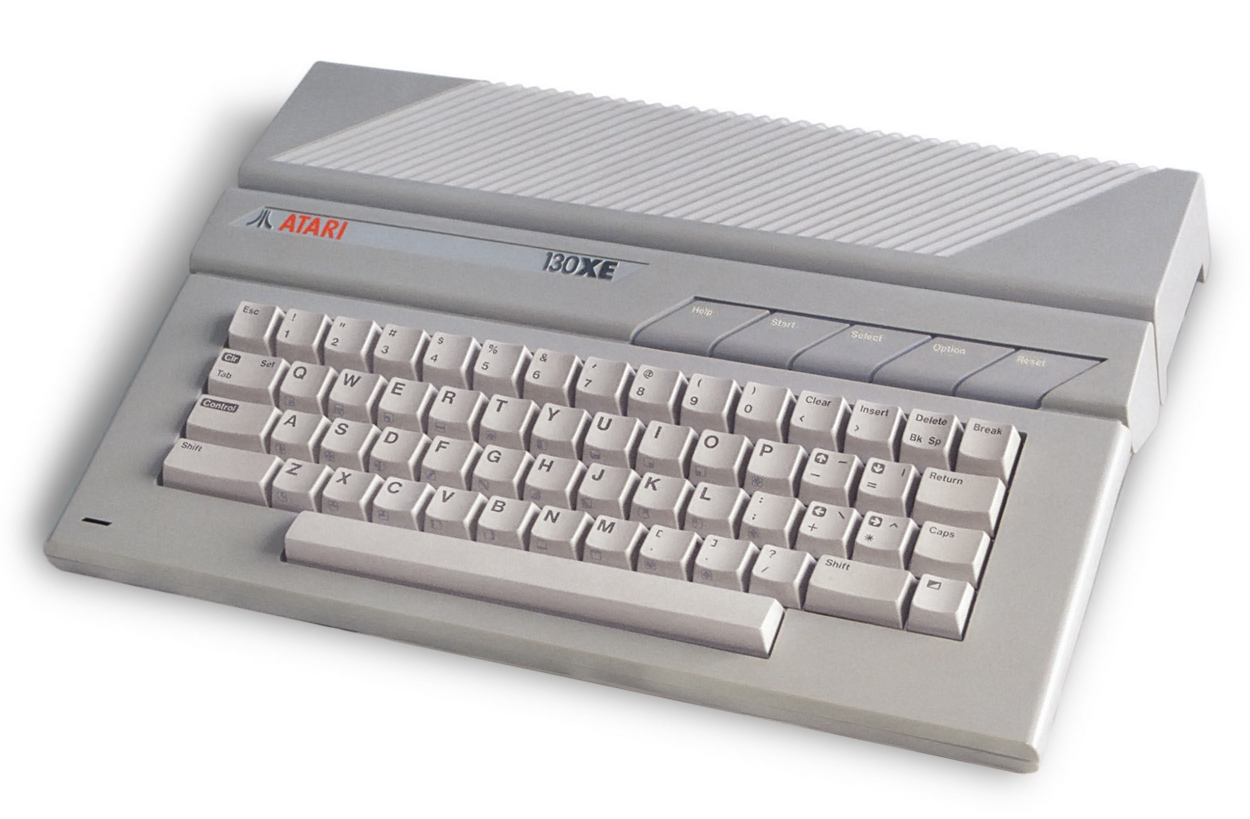
Atari 130XE

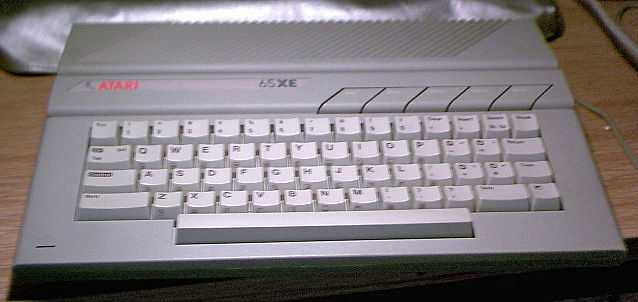
Atari 65XE

Atari XE är de sista 8-bitars-datorerna tillverkade av Atari. I serien ingår bland annat 65XE, 130XE och 800XE. Atari 130XE är försedd med 128 KiB RAM-minne. 1992 drog Atari in det officiella stödet för sina 8-bitars-datorer. Även om den var tekniskt bättre på många områden kunde den aldrig konkurrera på allvar med Commodore 64 som dominerade 8-bitars-marknaden.